# 1950 في بيرو
فيما يلي قوائم الأحداث التي وقعت خلال عام 1950 في بيرو.

## سياسة

### تعيين في المنصب
- 1 يونيو – نورييغا أغويرو رئيس بيرو،رئيس مجلس الوزراء البيروفي [الإنجليزية]‏.
- 28 يوليو – مانويل أ. أودريا رئيس بيرو.

### انتهاء فترة المنصب
- 1 يونيو – مانويل أ. أودريا رئيس بيرو.
- 1 يونيو – نورييغا أغويرو نائب رئيس بيرو [الإنجليزية]‏،رئيس بيرو.

## رياضة
- 1 يناير – الدوري البيروفي لكرة القدم 1950 الفائز ديبورتيفو مانيسيبال [الإنجليزية]‏.
- 1 يناير – دوري الدرجة الثانية البيروفي 1950 الفائز Club Unión Callao de Deportes [الإنجليزية]‏.

## مواليد

### يناير
- 1 يناير – سيسيليا باريديس فنانة تشكيلية بيروفية.

### أبريل
- 26 أبريل – سوزانا هيجوتشي سياسية بيروفية.
- 26 أبريل – لورينزو بالاثيوس كيسب موسيقي بيروفي.

### مايو
- 19 مايو – إيرنيستو بوستامينت

### يوليو
- 12 يوليو – فاوستو ألفارادو محامي بيروفي.

## وفيات

### مايو
- 7 مايو – ويليام روبرتسون (مواليد 1879) لاعب كركيت من المملكة المتحدة.

### أكتوبر
- 25 أكتوبر – ألبرتو بارتون (مواليد 1870)